# Ese Brume
Ese Brume, född 20 januari 1996, är en nigeriansk friidrottare som tävlar i längdhopp.

## Karriär
Vid Världsmästerskapen i friidrott 2019 tog Brume brons i längdhopp. Vid olympiska sommarspelen 2020 i Tokyo tog Brume brons i längdhopp efter ett hopp på 6,97 meter.
I mars 2022 vid inomhus-VM i Belgrad tog hon silver i längdhoppstävlingen efter ett hopp på 6,85 meter. I juli 2022 vid VM i Eugene tog hon silver i längdhoppstävlingen efter ett hopp på 7,02 meter.